# Morigny-Champigny
Morigny-Champigny – miejscowość i gmina we Francji, w regionie Île-de-France, w departamencie Essonne.
Według danych na rok 1990 gminę zamieszkiwało 3656 osób, a gęstość zaludnienia wynosiła 119 osób/km² (wśród 1287 gmin regionu Île-de-France Morigny-Champigny plasuje się na 380. miejscu pod względem liczby ludności, natomiast pod względem powierzchni na miejscu 16.).